# Дердл-Дор

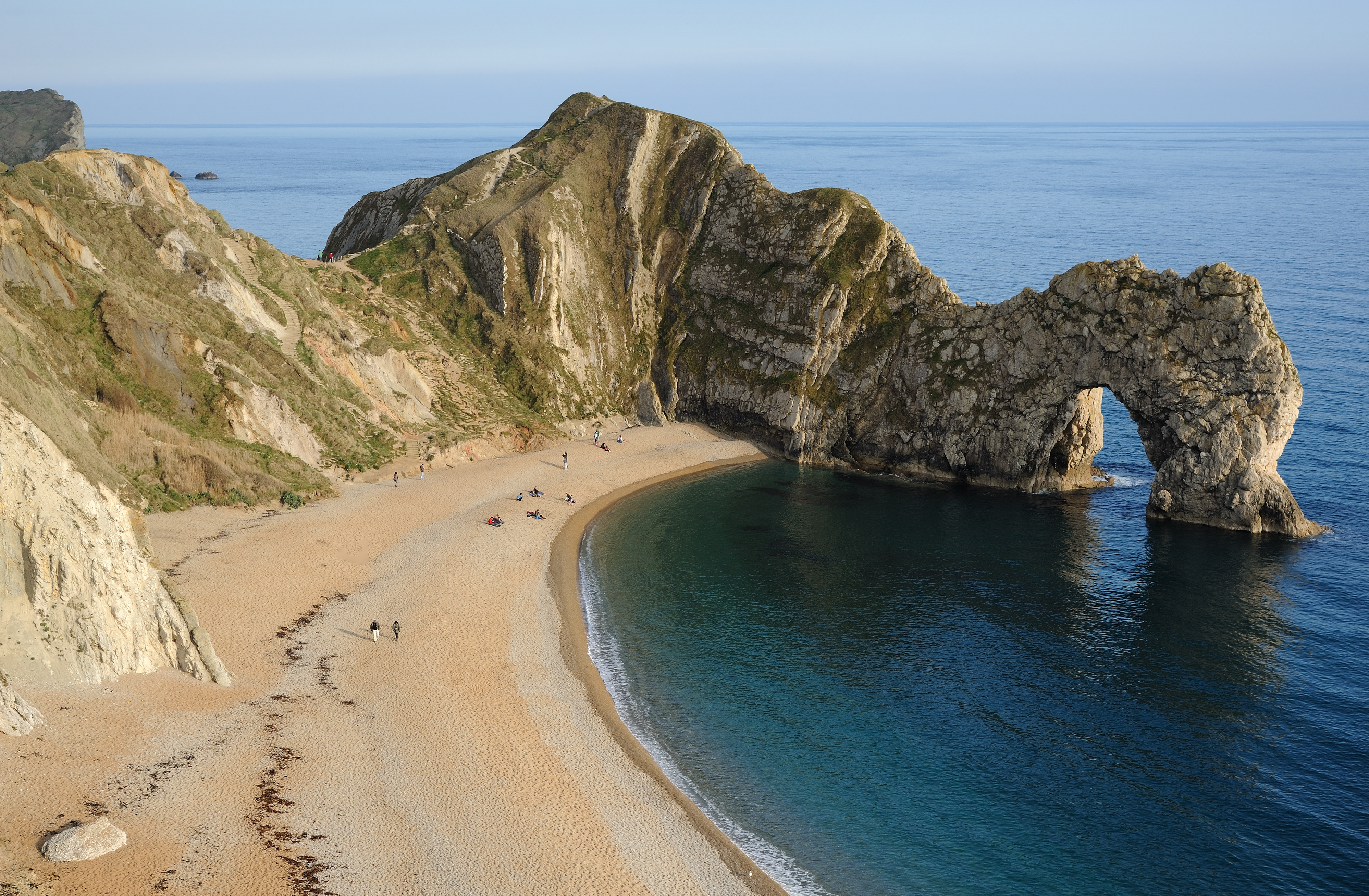
Дердл-Дор, Дорсет

Дердл-Дор (англ. Durdle Door, іноді — Durdle Dor) — природна вапнякова арка на Юрському узбережжі поблизу села Лалворт у графстві Дорсет, Англія.
Перебуває у приватній власності Велдів — сімейства, яке у графстві Дорсет володіє територією площею близько 50 км2 загалом, відомою як «Маєток Лалворт». Територія відкрита для публічного доступу. Назва Дердл (англ. Durdle) походить від давньоанглійського слова «thirl», яке означає «отвір» або «свердловина», тоді як англ. Door перекладається як «двері».

## Геологія
Форма берегової лінії поблизу Дердл-Дор обумовлюється її геологією — як контрастом твердості різних шарів порід, так і локальними візерунками геологічних розломів і складок. Арка утворилась на узбережжі тихоокеанського типу, де смуги гірських порід пролягають паралельно до берегової лінії. Шари порід виглядають як майже вертикальні виступи, тоді як товщина смуг цих порід — порівняно незначна. Початково вздовж цього узбережжя простягалася смуга резистентного портландського вапняку — того ж самого, який можна знайти за милю звідси вздовж узбережжя, де вона формує вузький прохід у бухту Лалворт-Коув. За вапняком розташована 120-метрова смуга значно слабших порід, які легко піддаються ерозії, а ще далі — значно товстіша смуга міцніших крейдяних порід, з яких утворений кряж Пербек-Гіллз. Ці стрімкі схили є частиною геологічного утворення, відомого як «Лалвортські складки», яке саме є частиною ширшої монокліналі (різновид геологічної складки з нахилом в один бік), утвореної під час формування Альп у середній період Кайнозою.

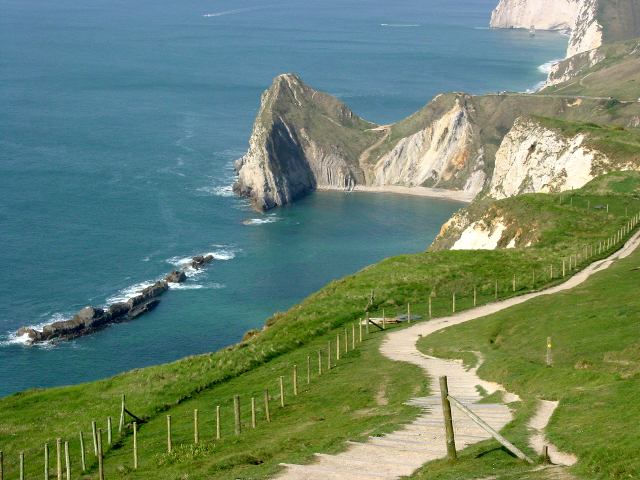
Вид на мис Дердл-Дор «іззаду», зі сходу, де помітні залишки більш резистентних шарів у затоці Ман-О'Вор

Вапняк і крейда в районі Дердл-Дор перебувають ближче, аніж на території містечка Свонидж, розташованого за 16 км на схід від мису, де відстань до шарів цих порід становить близько 3 км. Навколо цієї частини узбережжя майже весь вапняк зник під впливом морської ерозії, тоді як його залишки утворюють невеликий мис, частиною якого є природна арка. Ерозія на західному кінці вапнякової смуги і спричинилася до утворення арки. Команди ЮНЕСКО стежать за станом як арки, так і прилеглого пляжу.
120-метровий перешийок, який з'єднує вапнякові й крейдові породи, утворений із 50-метрової смуги портландського вапняку, вузької й стиснутої смуги глини й пісків вілденської групи крейдяного періоду, а також вузьких смуг зеленуватого піску й пісковика.
У затоці Ман-О'Вор — невеликій бухті одразу ж на схід від Дердл-Дор, — смуга портландського та пербецького вапняку не щезла цілком під впливом ерозії, і вона й досі має форму скель, що височіють над морськими хвилями на березі. Так само й неподалік на заході, у відкритому морі, відслонення еродованого вапняку утворює ряд невеличких кам'янистих острівців, кожен з яких має власну назву (зі сходу на захід): Балл, Блайнд-Кау, Кау та Калф (укр. Бик, Сліпа Корова, Корова та Теля, відповідно).
Оскільки берегова лінія в цій місцевості загалом є ландшафтом, що постійно піддається ерозії, каменепади і зсуви ґрунту тут не є рідкісними явищами; особливо масштабний зсув ґрунту відбувся одразу ж на схід від Дердл-Дор у квітні 2013 року, в результаті чого було зруйновано частину пішохідного шляху South West Coast Path.

## Етимологія
Давніх письмових історичних свідчень про цю природну арку немає, хоч вона й зберегла назву, яку отримала, ймовірно, ще понад тисячу років тому. Наприкінці вісімнадцятого століття з'явився опис «чудесної арки дверного отвору в камені» (англ. «magnificent arch of Durdle-rock Door»), а на початку дев'ятнадцятого її на картах позначали назвами «Duddledoor», «Durdle» та «Dudde Door». 1811 року перша військово-топографічна мапа цієї місцевості позначила її як «Dirdale Door». Слово «Durdle» походить від давньоанглійського «thirl», яке означає «проколювати», «бурити» чи «свердлити», яке у свою чергу походить від слова «thyrel», що означає «отвір». Схожі назви в цьому регіоні мають Дерлстон-Бей та Дерлстон-Гед далі на схід, де наявність прибережного кекура дозволяє припускати можливість існування тут арки в минулому, а в сусідньому графстві Девон, на заході, є аркоподібна скеля під назвою Терлстоун. Частина «Дор» (англ. Door) у назві, ймовірно, означала колись те ж саме, що й у сучасній англійській мові, а саме — «двері», що натякає на аркоподібну форму скелі; існує згадка кінця дев'ятнадцятого століття, де це геологічне утворення окреслюють як «двері в сарай» (англ. Barn-door), та описують як таке, що є «достатньо високим, щоб крізь нього міг пройти вітрильник середніх розмірів.»

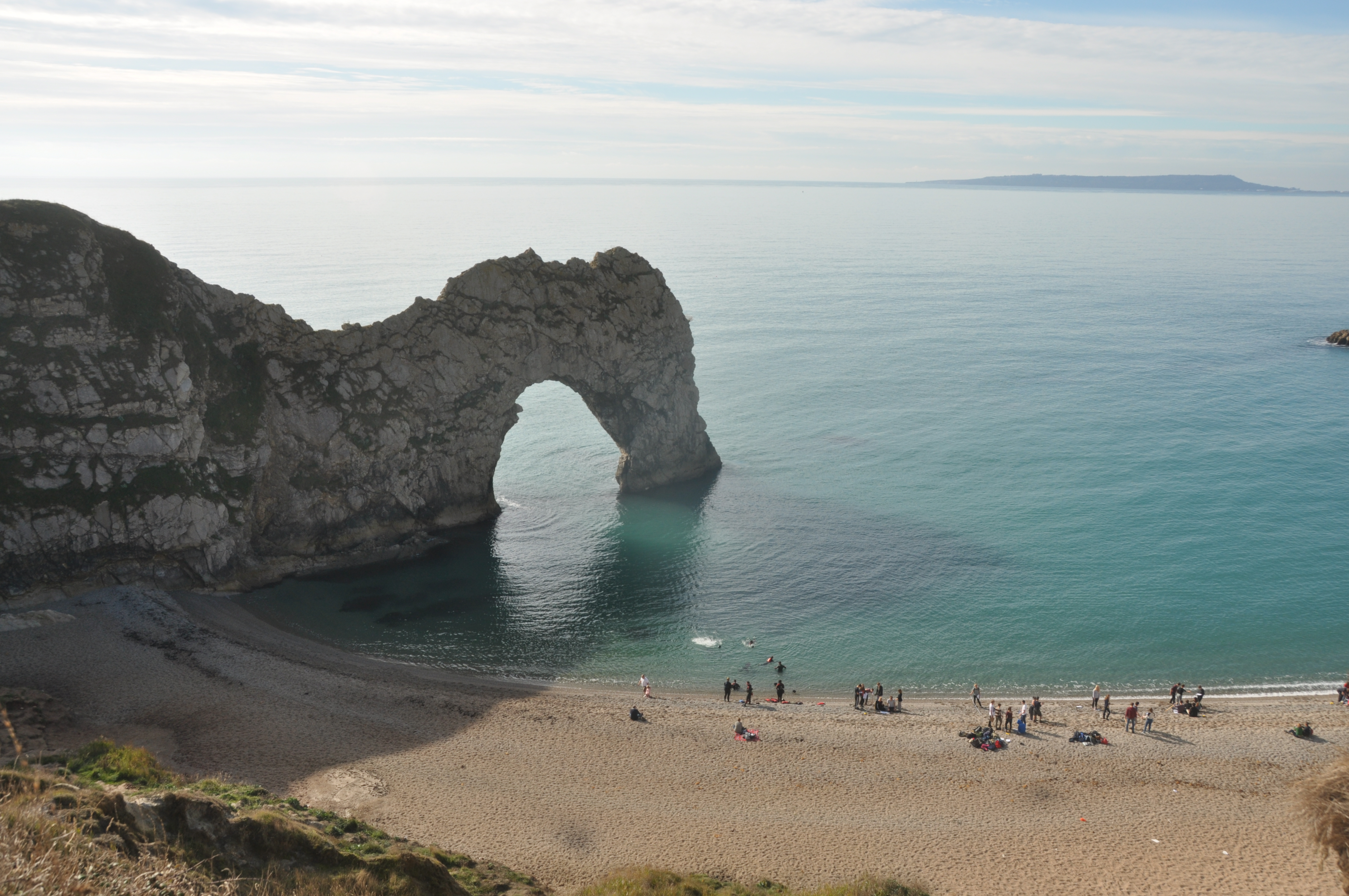
Люди на пляжі дають змоги скласти уявлення про розмір арки. На горизонті видно острів Портланд.

## У поп-культурі та літературі
Біля Дердл-Дор іноді знімали музичні відеокліпи. Зокрема, там було знято частини відеокліпів на такі пісні: «Shout» гурту Tears for Fears, «Loverboy» Біллі Оушена, та «Saviour's Day» Кліфа Річарда.
Ландшафт навколо Дердл-Дор використовувався у сценах декількох фільмів, серед яких — «Уайльд» (1997) зі Стівеном Фраєм, «Моя жахлива няня» з Еммою Томпсон, а також «На віддалі від оскаженілого натовпу» 1967 року (останній також знімали поблизу Скретчі-Боттом — долини, розташованої неподалік від Дердл-Дор), та боллівудський фільм «Хаусфул 3».
Дитяче оповідання Рона Доусона під назвою «Скері Боунз зустрічає динозаврів юрського узбережжя» створює міф про появу Дердл-Дор, згідно з яким невідомий науці динозавр на ім'я Дердл Дорус (англ. Durdle Doorus) магічним чином перетворюється на скелю.
Уродженець Дорсета Артур Моул, — друг Томаса Гарді та місіонер у Китаї, — написав ці рядки про Дердл-Дор для своєї книги поезії 1879 року «Пісні про небеса й домівку, написані на чужій землі»:
Shall the tide thus ebb and flow for ever?
and for evermore
Rave the wave and glance the ripple through the
rocks at Durdle Door?